# パトウ症候群
パトウ症候群(Patau syndrome)は、常染色体の13番目が3本ある（トリソミー）ことで起因する遺伝子疾患。13トリソミーまたはDトリソミーとも呼ばれる。

## 概要
出生頻度は5000-10000人に1人程度とされる。1657年にトーマス・バルトリンによって見出された。1960年、クラウス・パトウがこの疾患が遺伝子疾患であることを確認した。このためパトウ症候群と呼ばれるようになった。約80%が標準型、15-19%が転座型。1-5%がモザイク等とされる。母体年齢が高くなるにつれてリスクが高まる。過剰な染色体は通常母親由来である。

## 身体的所見
口唇裂、口蓋裂、頭皮部分欠損、多指、揺り椅子様の踵といった外見上の特徴をもつ。脳奇形はほぼ必発で、痙攣が現れることも多い。80%の症例に重度の心血管系奇形が認められる。臍ヘルニア等の消化管奇形も高い頻度で観察される。精神遅滞は重度である。

## 予後
出産に至るのは4%で、96%は死産・流産となる。出生しても、生後1か月以内に80%が死亡し、1年間生存できるのは10%程度とされる。遺伝子異常が一部の細胞にとどまるモザイクパターンの症例は予後が比較的良いとされる。カナダで出産に至った174症例のパトウ症候群の経過を追った研究では、平均生存期間は12.5日であった。1年後では19.8%が生存しており、10年後でも12.9%が生存していた。

## 診断
出生前診断で診断可能である。日本でも2013年4月より新型出生前診断が始まり、羊水検査のようなリスクを負わず、母親の末梢血採血だけで、13トリソミー、18トリソミー、21トリソミー等の診断が出来るようになった。イギリスでは2004年より全妊婦が何らかの出生前胎児診断を受けることを強く推奨されており、その結果2008-2009年にかけて診断された172症例のパトウ症候群のうち91%が出産前に診断された。111例が人工妊娠中絶され、14例が流産・死産となった。17例は出産に至ったことが判っているが、残りの30例は出産に至った経過が追えなかった。

## 症例・関連画像

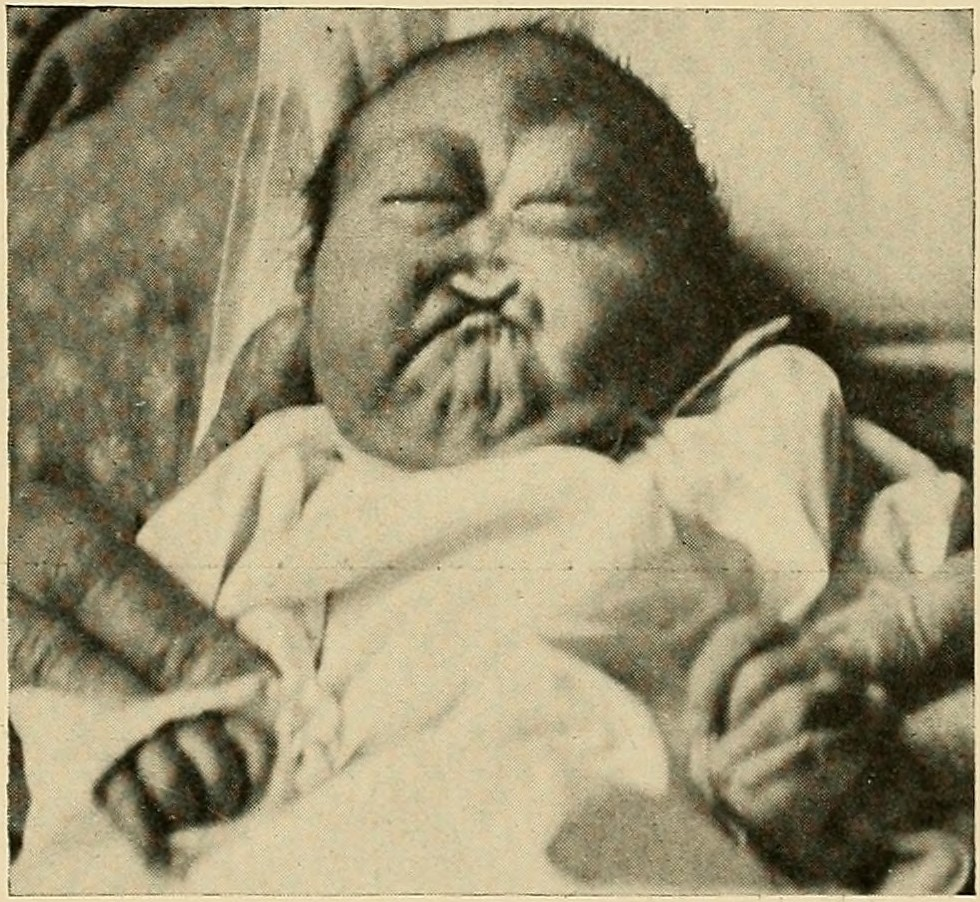
パトウ症候群の症例1
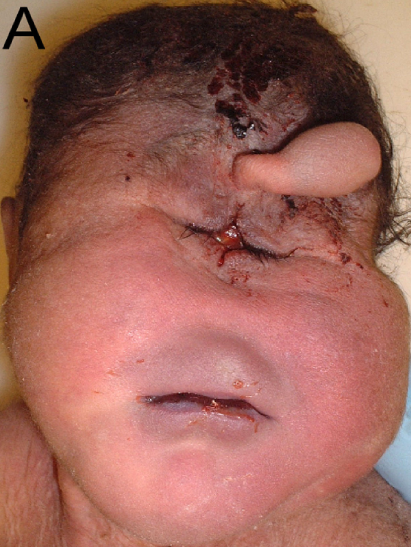
パトウ症候群の症例2：男児。単眼症、鼻腔形成不全などの重度の奇形を伴う
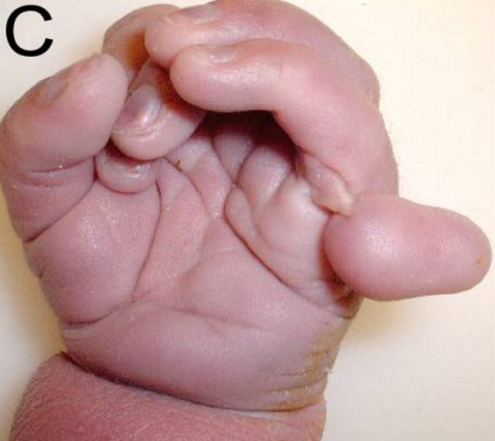
パトウ症候群での多指（6本）
パトウ症候群の染色体（女児）